# تپه‌های بلوار ۳
تپه‌های بلوار ۳ مربوط به دوره ساسانیان - دوران‌های تاریخی پس از اسلام است و در شهرستان شوشتر، روستای عرب حسن واقع شده و این اثر در تاریخ ۵ آذر ۱۳۸۰ با شمارهٔ ثبت ۴۳۷۶ به‌عنوان یکی از آثار ملی ایران به ثبت رسیده است.